# بوليط أخضر
بوليط أخضر (الاسم العلمي:Boletus virens ) هو نوع الفطريات يتبع جنس البوليط من الفصيلة البوليطية.